# Wierzbka Dolna
Wierzbka Dolna (deutsch Groß Vorbeck) ist ein Dorf in der Woiwodschaft Westpommern in Polen. Es gehört zur Gmina Gościno (Stadt- und Landgemeinde Groß Jestin) im Powiat Kołobrzeski (Kolberger Kreis). 

## Geographische Lage
Das Dorf liegt in Hinterpommern, etwa 20 Kilometer südlich von Kołobrzeg (Kolberg) und 95 Kilometer nordöstlich von Stettin.
Die nächsten Nachbarorte sind etwa 500 Meter nördlich Wierzbka Górna (Klein Vorbeck), etwa weitere 500 Meter nördlich davon Dargocice (Eickstedtswalde) und etwa 2 Kilometer nordöstlich Wartkowo (Wartekow). Etwa 2 Kilometer südlich verläuft in West-Ost-Richtung die Landesstraße 6, deren Verlauf hier der ehemaligen Reichsstraße 2 entspricht. Die nächsten Orte an der Landesstraße sind im Westen Dębica (Damitz) und im Osten Ramlewo (Ramelow). 

## Geschichte
Der Ort wurde erstmals im Jahre 1266 erwähnt, damals unter dem Namen „Virbke“. Im Jahre 1276 erschien er als „Vyrbeke“ im Besitz der Kolberger Domkapitels.  Auf der Großen Lubinschen Karte des Herzogtums Pommern von 1618 ist „Vorbecke“ eingetragen, erscheint aber weit nach Osten verschoben südlich von Ramelow. All diese Nennungen werden sich auf diesen später „Groß Vorbeck“ genannten Ort beziehen, nicht auf das nördlich gelegene Klein Vorbeck, das erstmals 1605 erwähnt wurde und wohl eine spätere Gründung ist. 
In der frühen Neuzeit bildete Groß Vorbeck lange Zeit ein Vorwerk, das dem etwa 10 Kilometer nordöstlich gelegenen Rittergut Groß Pobloth zugeordnet war. In Ludwig Wilhelm Brüggemanns Beschreibung des Herzogtums Vor- und Hinterpommern (1784) ist es bei Groß Pobloth als „das dazu gehörige Feldgut Groß-Vorbeck“ aufgeführt. Es war aber bereits 1770/1771 an einen Martin Christian Löper, Prediger zu Strippow, und dessen Mutter verkauft worden.
1895 erhielt Groß Vorbeck einen Haltepunkt an der Strecke Groß Jestin–Stolzenberg der Kolberger Kleinbahn. 
Das 19. Jahrhundert hindurch und Anfang des 20. Jahrhunderts wechselten die Besitzer von Groß Vorbeck häufig. Das Gut war zu einem Gegenstand der damaligen Güterspekulation geworden. Im Jahre 1930 schließlich erwarb G. A. Goltz das Gut und entwickelte es bis zu seinem Tode 1944 zu einem Kartoffelzuchtbetrieb.  
Seit dem 19. Jahrhundert bildete Groß Vorbeck einen eigenen Gutsbezirk, der eine Fläche von 346 Hektar umfasste. Mit der Auflösung der Gutsbezirke in Preußen wurde Groß Vorbeck 1929 für kurze Zeit in die Landgemeinde Wartekow eingegliedert. Bald wurde aber eine neue Landgemeinde Eickstedtswalde gebildet, nach der Aufsiedlung von Eickstedtswalde und Klein Vorbeck, der auch Groß Vorbeck zugeordnet wurde. Als Teil der Landgemeinde Eickstedtswalde gehörte Groß Vorbeck bis 1945 zum Landkreis Kolberg-Körlin der Provinz Pommern.
1945 kam Groß Vorbeck, wie ganz Hinterpommern, an Polen. Die Bevölkerung wurde vertrieben. Der Ortsname wurde als „Wierzbka Dolna“ polonisiert. Der Ort liegt heute in der Gmina Gościno (Stadt- und Landgemeinde Groß Jestin) im Powiat Kołobrzeski (Kolberger Kreis). Dort gehört es zum Schulzenamt Dargocice.

## Entwicklung der Einwohnerzahlen
- 1816: 029[4]
- 1855: 062[4]
- 1864: 065[4]
- 1885: 069[4]
- 1895: 078[4]
- 1905: 109[4]
- 1919: 119[4]
- 1925: 117[4]
- 2017: 042[1]